# Nora Springs
Nora Springs ist eine Kleinstadt (mit dem Status „City“) im Floyd County sowie zu einem kleinen Teil im Cerro Gordo County im US-amerikanischen Bundesstaat Iowa. Das U.S. Census Bureau hat bei der Volkszählung 2020 eine Einwohnerzahl von 1.369 ermittelt.

## Geografie
Nora Springs liegt im mittleren Nordosten Iowas am Shell Rock River, der über den Cedar River und den Iowa River zum Stromgebiet des Mississippi gehört. Die Grenze zu Minnesota verläuft rund 40 km nördlich, während der Mississippi rund 160 km östlich die Grenze Iowas zu Wisconsin bildet.
Die geografischen Koordinaten von Nora Springs sind 43°08′34″ nördlicher Breite und 93°00′16″ westlicher Länge. Die Stadt erstreckt sich über eine Fläche von 5,75 km² und ist die größte Ortschaft der Rock Grove Township des Floyd County. Ein kleiner Teil des Stadtgebiets erstreckt sich in die westlich benachbarte Portland Township des Cerro Gordo County.
Nachbarorte von Nora Springs sind Rudd (9,1 km ostsüdöstlich), Floyd (23,1 km in der gleichen Richtung), Rockford (15,2 südsüdöstlich), Mason City (17 km westlich), Rock Falls (12,5 km nordwestlich) und Plymouth (19 km in der gleichen Richtung).
Die nächstgelegenen größeren Städte sind die Twin Cities in Minnesota (Minneapolis und Saint Paul) (239 km nördlich), Rochester in Minnesota (131 km nordnordöstlich), La Crosse in Wisconsin (204 km ostnordöstlich), Wisconsins Hauptstadt Madison (341 km östlich), Dubuque an der Schnittstelle der Staaten Iowa, Wisconsin und Illinois (243 km ostsüdöstlich), Waterloo (113 km südöstlich), Cedar Rapids (200 km in der gleichen Richtung) und Iowas Hauptstadt Des Moines (208 km südsüdwestlich).

## Verkehr
Der U.S. Highway 18 und der hier auf einem gemeinsamen Streckenabschnitt verlaufende Iowa State Highway 27 führen südlich an Nora Springs vorbei. Der Business Highway 18 führt in West-Ost-Richtung als Hauptstraße durch das Stadtgebiet. Alle weiteren Straßen sind untergeordnete Landstraßen, teils unbefestigte Fahrwege sowie innerörtliche Verbindungsstraßen.
In Nora Springs treffen zwei Eisenbahnstrecken der Iowa Interstate Railroad (IAIS) und der Canadian Pacific Railway (CP) aufeinander.
Mit dem Mason City Municipal Airport (28 km westlich) und dem Northeast Iowa Regional Airport (37 km ostsüdöstlich) befinden sich zwei kleine Flugplätze in der Umgebung. Der nächste Verkehrsflughafen ist der 106 km südsüdöstlich gelegene Waterloo Regional Airport, von wo aus durch Zubringerflüge mehrerer Fluggesellschaften Anschluss an die Großflughäfen Chicago O’Hare und Minneapolis-Saint Paul besteht.

## Bevölkerung
Nach der Volkszählung im Jahr 2010 lebten in Nora Springs 1431 Menschen in 577 Haushalten. Die Bevölkerungsdichte betrug 248,9 Einwohner pro Quadratkilometer. In den 577 Haushalten lebten statistisch je 2,37 Personen.
Ethnisch betrachtet setzte sich die Bevölkerung zusammen aus 99,1 Prozent Weißen, 0,1 Prozent Afroamerikanern, 0,2 Prozent Asiaten sowie 0,1 Prozent aus anderen ethnischen Gruppen; 0,6 Prozent stammten von zwei oder mehr Ethnien ab. Unabhängig von der ethnischen Zugehörigkeit waren 1,4 Prozent der Bevölkerung spanischer oder lateinamerikanischer Abstammung.
24 Prozent der Bevölkerung waren unter 18 Jahre alt, 58 Prozent waren zwischen 18 und 64 und 18 Prozent waren 65 Jahre oder älter. 51 Prozent der Bevölkerung waren weiblich.
Das mittlere jährliche Einkommen eines Haushalts lag bei 46.591 USD. Das Pro-Kopf-Einkommen betrug 25.530 USD. 12,7 Prozent der Einwohner lebten unterhalb der Armutsgrenze.